# Гипербатон
Гипе́рбатон, реже гипербат (от др.-греч. ὑπέρβατον, букв. «перестановка», лат. transgressio, transsensus, transcensio) — фигура речи, основанная на нарушении словопорядка, являющегося "естественным" с позиций традиционной грамматики. 
Частные случаи гипербата обозначаются терминами anastrophē, epergesis, hysteron proteron, hysterologia, metathesis, parenthesis, perversion, tmesis, transiectio, synchysis и др. и описываются в рамках учения о порядке и сочетаемости слов, связанного и с грамматикой, и с риторикой.
В античных грамматиках и риториках гипербатон не всегда относился к фигурам речи и не всеми рассматривался как явление синтаксическое, его могли описывать как троп. В современной стилистике есть традиция смешивать гипербатон и инверсию.
На фоне инверсии  гипербат представляет собой весьма специфический тип нарушения словопорядка. Возникает структура, состоящая из трех зон: начальной, срединной (медианной) и конечной. Члены одной синтагмы разъединяются медианной зоной, что порождает эффект ожидания и эмфатического выделения всех трех зон. При перестановках такого рода нарушается принцип проективности. Понятия проективности синтаксических структур и протяженности дуги («количество слов, которые отделяют управляемое от управляющего»  позволяют от интуитивного восприятия сложности текста перейти к научному.

## Употребление
Гипербатон используется в основном для усиления выразительности речи. Гипербатон — фигура достаточно изощрённая, оставляющая впечатление вычурности, а поэтому он редко используется в разговорной речи. Однако эта фигура нередко применяется в поэзии, либо аналитических и иных научных документах для выделения смысла:

Твердо сердце бедных пусть слезы презирает.
— А. Д. Кантемир. Сатира I. На хулящих учения

И бога браней благодатью

Наш каждый шаг запечатлён.
— А. С. Пушкин. Полтава

Дней бык пег.

Медленна лет арба.
— В. В. Маяковский. Наш марш